# Уильямс, Дэр
До́роти Сно́уден «Дэр» Уи́льямс (англ. Dorothy Snowden «Dar» Williams; 14 апреля 1967, Монт-Киско, Нью-Йорк, США) — американская певица, автор песен и гитаристка.

## Биография и карьера
Дороти Сноуден Уильямс родилась 14 апреля 1967 года в Монт-Киско, штат Нью-Йорк, а выросла в Чаппакве с двумя старшими сёстрами, Мередит и Джули. Её прозвище «Дар» возникло из-за неправильного произношения «Дороти» одной из сестёр Уильямс. В интервью 2008 года радио WUKY Дар рассказала, что её родители хотели назвать её Дарси в честь персонажа «Гордости и предубеждения», и что они намеренно звали её «Дар-Дар», что она сократила до «Дар» в школьные годы.
В интервью она описала своих родителей как «либеральных и любящих» людей, которые с самого начала поощряли её карьеру в написании песен. Уильямс начала играть на гитаре в девять лет и написала свою первую песню два года спустя. Однако в то время она больше интересовалась драматургией и специализировалась на театре и религии в Уэслианском университете.
В 1990 году Уильямс переехала в Бостон, чтобы продолжить театральную карьеру, и изначально работала сценическим менеджером в Бостонской опере. В то же время она начала записывать свой первый музыкальный альбом. Она специализируется на поп-фолке. Хендрик Херцберг из The New Yorker назвал Уильямс «одной из самых лучших американских певиц и авторов песен».
Она часто выступает на народных фестивалях и гастролировала с такими артистами, как Мэри Чапин Карпентер, Пэтти Гриффин, Ани ДиФранко, The Nields, Шон Колвин, Girlyman, Джоан Баэз и Кэти Кёртис.
4 мая 2002 года Уильямс вышла замуж за своего давнего друга Майкла Робинсона, с которым она познакомилась во время учёбы в колледже. 24 апреля 2004 года у них родился сын Стивен Грей Робинсон, а позже они также удочерили девочку из Эфиопии, которую они назвали Тайя Робинсон (род. 2010). Через несколько лет после появления дочери, Уильямс и Робинсон развелись.